# الدوري السلوفيني لكرة القدم 1948–49
الدوري السلوفيني لكرة القدم 1948–49 هو موسم من الدوري السلوفيني لكرة القدم ‏. فاز فيه NK Ljubljana ‏.